# 中央市

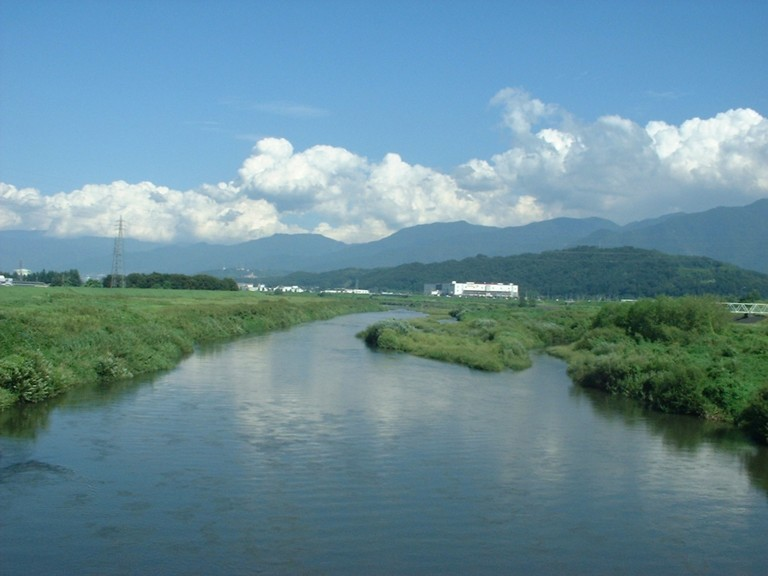
市内を流れる笛吹川。（写真右上は、シャトレーゼ豊富工場）

中央市（ちゅうおうし）は、山梨県の国中地方、甲府盆地の南部にある市。

## 概要

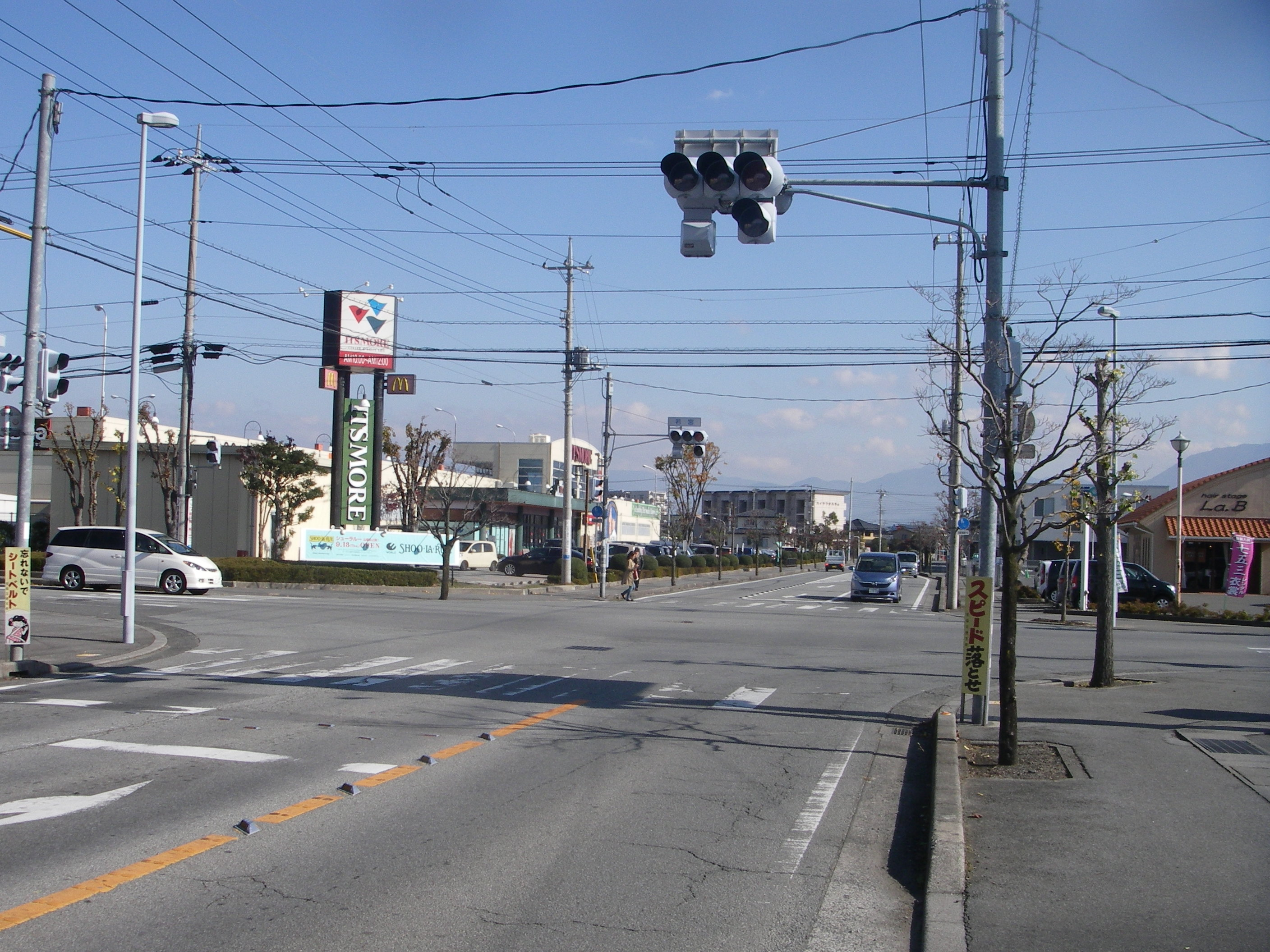
中央市中心部

### 地名の由来
中央市の「中央」は、甲府盆地の中央・山梨県の中央・日本の中央の意味がある。

## 地理

### 位置
- 山梨県中部・甲府盆地の中央南部に位置し、東は鎌田川を挟んで甲府市に、北は中巨摩郡昭和町に、西は釜無川を挟んで南アルプス市に、南は西八代郡市川三郷町に接している。

### 地形

#### 河川
主な川
- 笛吹川
- 釜無川
- 浅利川
- 山王川
- 神明川
- 七覚川

#### 山
主な山地
- たいら山(山梨100名山の一つ)

### 人口
中央市の人口は、2020年10月1日現在、31,216人。
| |                                        |  |
| 中央市と全国の年齢別人口分布（2005年） | 中央市の年齢・男女別人口分布（2005年） |  |
| ■紫色 ― 中央市 ■緑色 ― 日本全国 | ■青色 ― 男性 ■赤色 ― 女性              |  |
| 中央市（に相当する地域）の人口の推移 \| 1970年（昭和45年） \| 11,747人 \| \| \| 1975年（昭和50年） \| 13,699人 \| \| \| 1980年（昭和55年） \| 16,812人 \| \| \| 1985年（昭和60年） \| 21,984人 \| \| \| 1990年（平成2年） \| 25,868人 \| \| \| 1995年（平成7年） \| 28,543人 \| \| \| 2000年（平成12年） \| 30,769人 \| \| \| 2005年（平成17年） \| 31,650人 \| \| \| 2010年（平成22年） \| 31,322人 \| \| \| 2015年（平成27年） \| 31,124人 \| \| \| 2020年（令和2年） \| 31,216人 \| \| |                                        |  |
| 総務省統計局 国勢調査より |                                        |  |
| 1970年（昭和45年） | 11,747人                               |  |
| 1975年（昭和50年） | 13,699人                               |  |
| 1980年（昭和55年） | 16,812人                               |  |
| 1985年（昭和60年） | 21,984人                               |  |
| 1990年（平成2年） | 25,868人                               |  |
| 1995年（平成7年） | 28,543人                               |  |
| 2000年（平成12年） | 30,769人                               |  |
| 2005年（平成17年） | 31,650人                               |  |
| 2010年（平成22年） | 31,322人                               |  |
| 2015年（平成27年） | 31,124人                               |  |
| 2020年（令和2年） | 31,216人                               |  |

### 隣接自治体
山梨県
- 甲府市
- 南アルプス市
- 中巨摩郡：昭和町
- 西八代郡：市川三郷町

## 歴史

### 沿革
平成
- 2006年（平成18年）2月20日 - 中巨摩郡玉穂町・田富町・東八代郡豊富村が合併して中央市が発足。
- 2009年（平成21年）7月21日 - 中央市コミュニティバスが実証運行を開始。
- 2013年（平成25年）6月19日 - 住みよさランキング2013で全国28位、県内1位。
- 2014年（平成26年）6月18日 - 住みよさランキング2014で全国29位、地方ブロック20位、県内1位。
- 2015年（平成27年）
  - 4月1日 - 小井川警察官駐在所が押原警察官駐在所、西条警察官駐在所と統合し、旧押原警察官駐在所の敷地内に押原小井川交番として開所。押原小井川交番は昭和町に所在するが管轄に中央市も含まれた。
  - 6月23日 - 住みよさランキング2015で全国32位、県内1位。
- 2016年（平成28年）
  - 3月28日 - 中央市の新祭りの名称が「中央市ふるさとまつり」に決定。
  - 6月28日 - 住みよさランキング2016で全国31位、県内1位。

## 行政

### 市長
- 市長：望月智

歴代市長
- 市長職務執行者（初代市長就任まで）：河西敏郎（旧玉穂町長）
  - 2006年4月9日、田中久雄が初代市長に当選した。
  - 2022年4月9日、望月智が就任[2]。

### 役所
- 中央市役所
  - 田富庁舎：山梨県中央市臼井阿原301-1
  - 玉穂庁舎：山梨県中央市成島2266
  - 豊富庁舎：山梨県中央市大鳥居3866

中央市役所庁舎整備
中央市役所は田富庁舎、玉穂庁舎、豊富庁舎の3つの庁舎に合併時から分かれており、分庁方式の状態である。中央市の市民提言委員会は田富庁舎を本庁舎、玉穂庁舎と豊富庁舎を支所にする庁舎統合の提言書を中央市長へ出した。中央市は平成26年度に田富庁舎を統合庁舎（本庁舎）にすることを決定した。
本庁舎となった田富庁舎の増築工事が進められて、工期は平成31年2月末までとされた。令和元年5月7日、業務を開始した。

### 市町村合併
合併までの歩み
- 2004年（平成16年）9月27日 - 第一回合併協議会。
- 2005年（平成17年）
  - 3月16日 - 合併協定調印式。
  - 7月11日 - 山梨県知事により合併決定。
- 2006年（平成18年）2月20日 - 中巨摩郡玉穂町・田富町・東八代郡豊富村が合併して中央市が発足。

山梨県および甲府盆地の中央に位置することから「中央市」と命名された。また、日本列島のほぼ中央に位置するという意味も込められている。
なお、当初は玉穂町・田富町・昭和町の枠組みだったものの、住民意向調査の結果が反対多数であった昭和町が合併協議会を離脱。残った玉穂町・田富町に、豊富村が加わり合併することになった。

## 議会

### 市議会
- 定数：18人
- 任期：2023年2月20日 - 2027年2月19日
- 議長：井口貢（フォーラム中央）
- 副議長：田中輝美（公明党）[7]

### 県議会
- 選挙区：中央市選挙区
- 定数：1人
- 任期：2019年4月30日 - 2023年4月29日
- 投票日：2019年4月7日

| 候補者名 | 当落 | 年齢 | 所属党派   | 新旧別 | 得票数 |
| -------- | ---- | ---- | ---------- | ------ | ------ |
| 河西敏郎 | 当   | 69   | 自由民主党 | 現     | 無投票 |

### 衆議院
- 選挙区：山梨1区（甲府市、韮崎市、南アルプス市、北杜市、甲斐市、中央市、西八代郡、南巨摩郡、中巨摩郡）
- 任期：2021年10月31日 - 2025年10月30日
- 投票日：2021年10月31日
- 当日有権者数：424,441人
- 投票率：59.49％

| 当落 | 候補者名 | 年齢 | 所属党派                            | 新旧別 | 得票数    | 重複 |
| ---- | -------- | ---- | ----------------------------------- | ------ | --------- | ---- |
| 当   | 中谷真一 | 45   | 自由民主党                          | 前     | 125,325票 | ○    |
| 比当 | 中島克仁 | 54   | 立憲民主党                          | 前     | 118,223票 | ○    |
|      | 辺見信介 | 57   | NHKと裁判してる党弁護士法72条違反で | 新     | 4,826票   |      |

## 施設

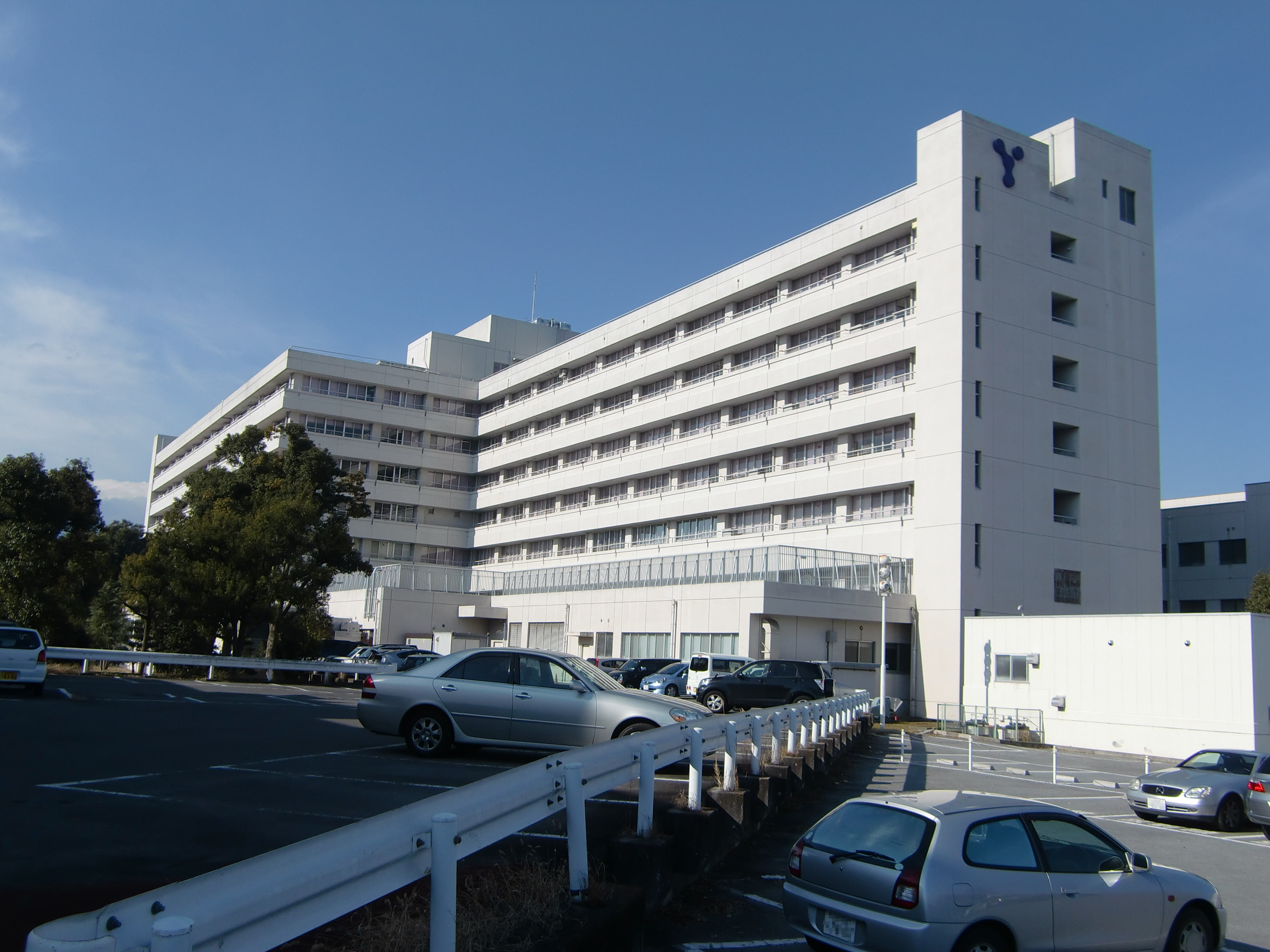
山梨大学医学部附属病院

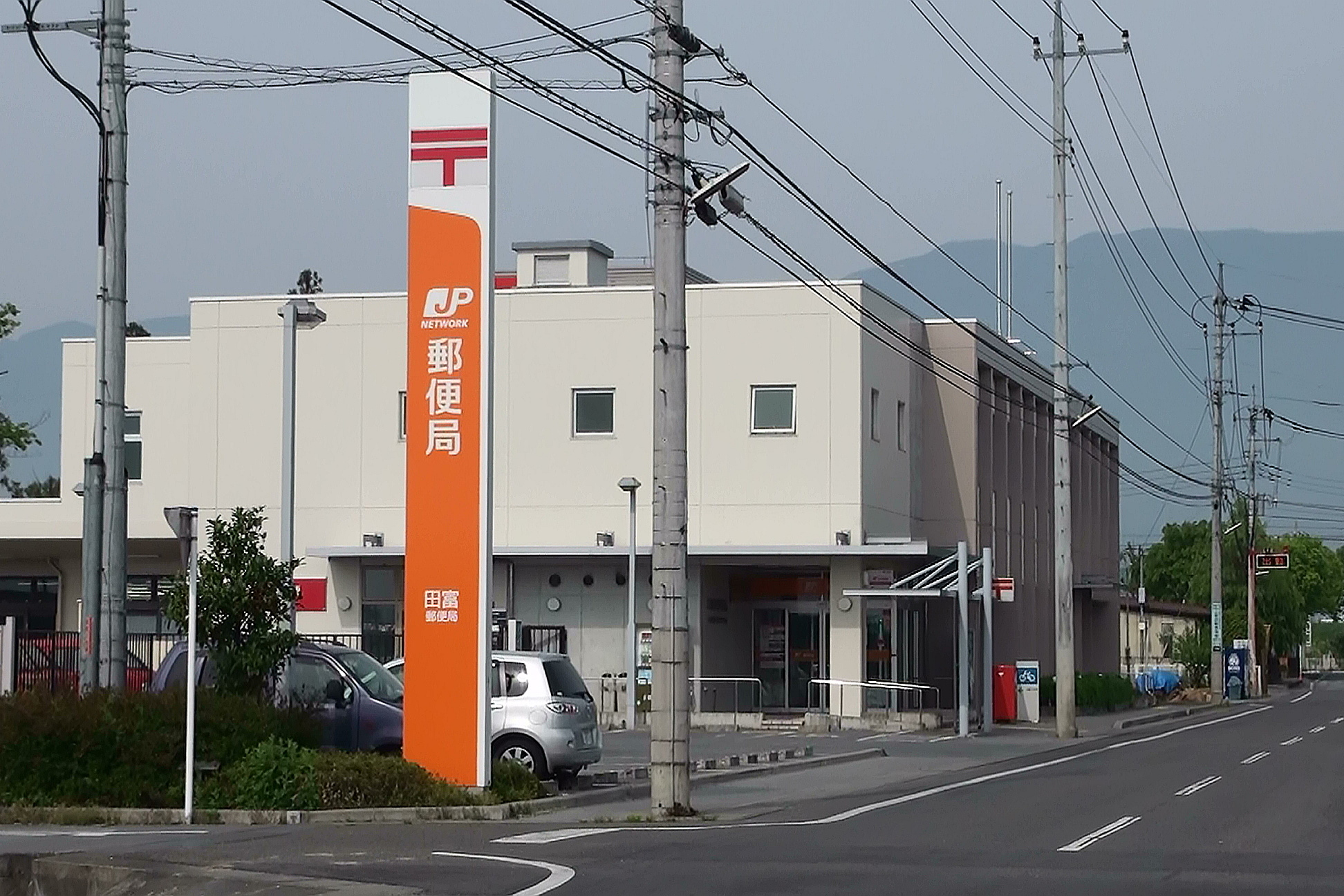
田富郵便局

### 警察
警察署
- 山梨県警察 南甲府警察署

交番・駐在所
- 田富地区
  - 花輪連絡所（警察官不在、警察直通電話が設置されている）
- 玉穂地区
  - 成島交番（田富地区も管轄している）
- 豊富地区
  - 豊富警察官駐在所
- 中央市外
  - 押原小井川交番(中巨摩郡昭和町。中央市の一部も交番の管轄に含まれる)

### 消防
本部
- 甲府地区広域行政事務組合

消防署
- 南消防署（甲府市伊勢3-8-23）
  - 玉穂出張所（中央市成島2384-1）
  - 田富出張所（中央市臼井阿原275-3）

### 医療
主な病院
- 山梨大学医学部附属病院

### 郵便局
主な郵便局
- 田富郵便局
- 田富花輪郵便局
- 田富流通団地郵便局
- 玉穂下河東簡易郵便局
- 豊富郵便局

### 図書館
主な図書館
- 中央市立田富図書館
- 中央市立玉穂生涯学習館
- 中央市立豊富図書館（分館）

### 文化施設
児童館
- 田富すみれ児童館
- 田富ひばり児童館
- 田富中央児童館
- 田富わんぱく児童館
- 田富ひまわり児童館
- 田富杉の子児童館
- 田富つくし児童館
- 玉穂中央児童館
- 玉穂北部児童館
- 玉穂西部児童館
- 豊富児童館

## 経済

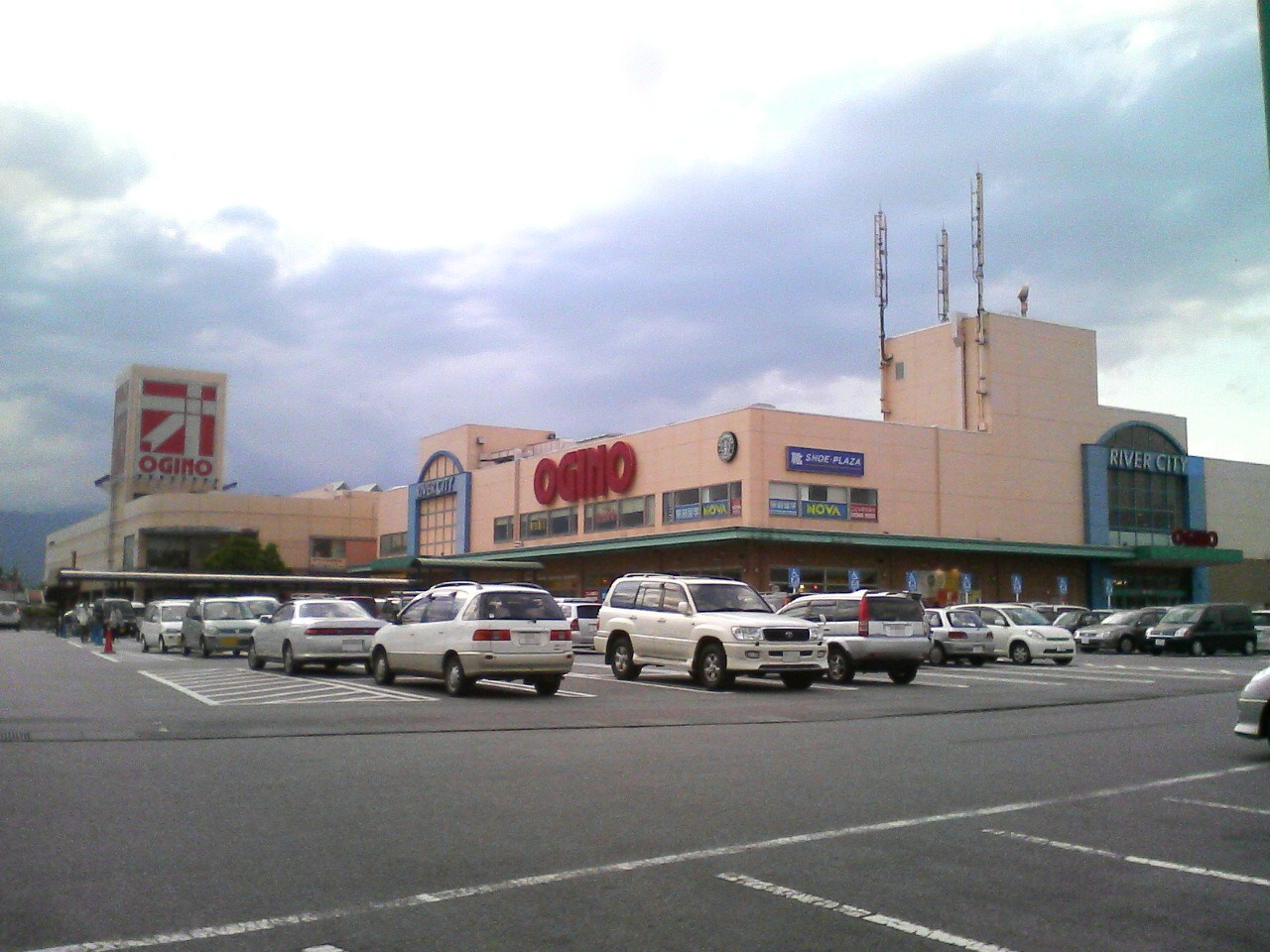
オギノリバーシティSC

### 第一次産業

#### 農業
- とうもろこし
- 米
- とまと

### 第二次産業

#### 工業
主な工業団地
- 一町畑工業団地
- 国母工業団地
- 山梨県食品工業団地
- 山梨ビジネスパーク

### 第三次産業

#### 商業
主な商業施設
- イオンタウン山梨中央
- オギノリバーシティSC

#### 物流
協同組合
- 山梨県流通センター - 中央市田富地区山之神にある。
  - 甲府リバーサイドタウン

## 教育

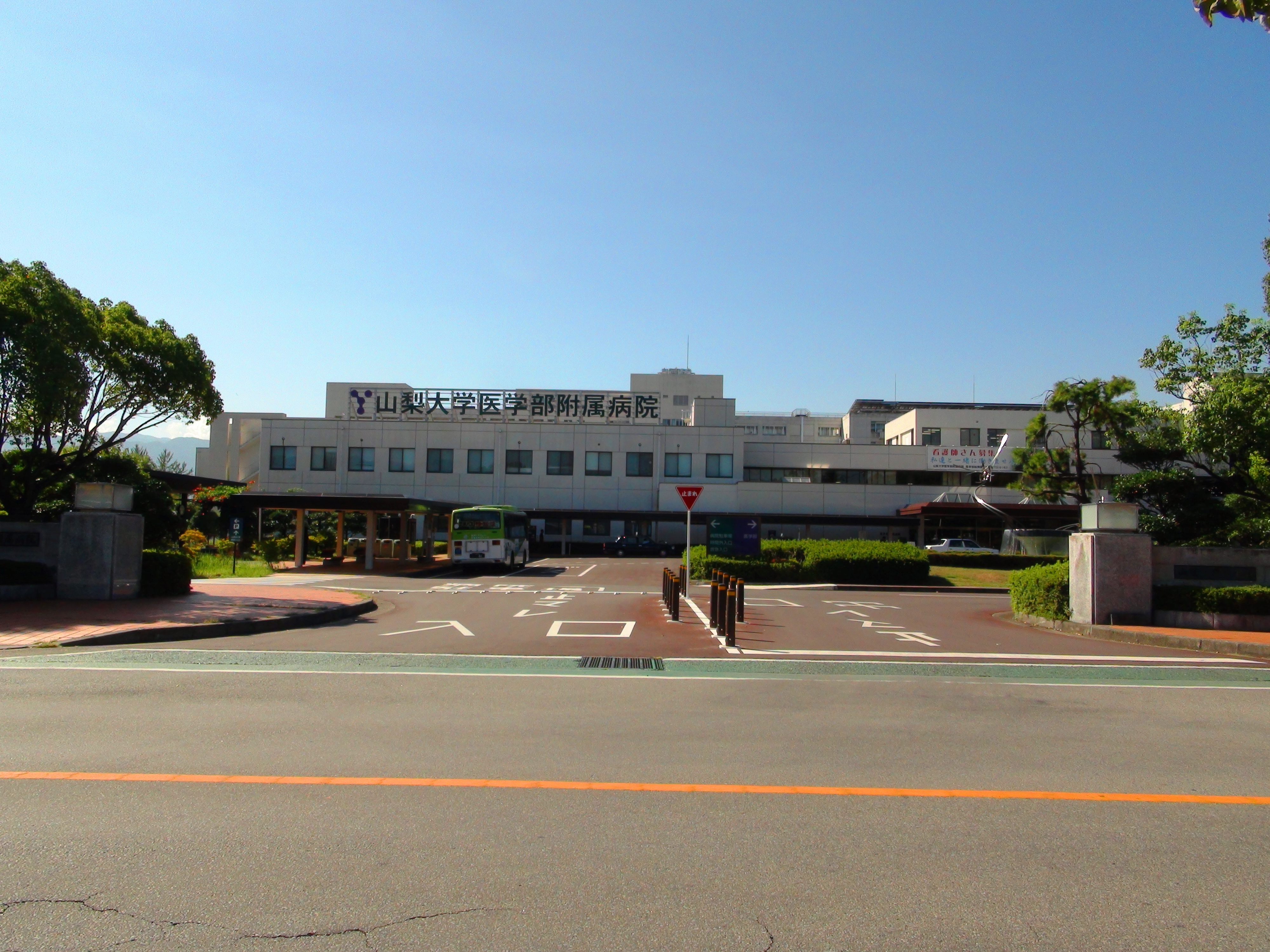
山梨大学医学部

### 大学
国立
- 山梨大学 医学部キャンパス（旧山梨医科大学）

### 中学校
市立
- 中央市立田富中学校
- 中央市立玉穂中学校
- 中央市立玉穂中学校下河東分校（山梨大学医学部附属病院内）[8]

### 小学校
市立
- 中央市立田富小学校
- 中央市立田富南小学校
- 中央市立田富北小学校
- 中央市立三村小学校
- 中央市立玉穂南小学校
- 中央市立玉穂南小学校下河東分校（山梨大学医学部附属病院内）[9]
- 中央市立豊富小学校

### 幼稚園
私立
- 井口学園わかば幼稚園
- みかさこども園（田富みかさ幼稚園）

### 保育園
市立
- 田富第一保育園
- 田富第二保育園
- 田富第三保育園
- 田富北保育園
- 玉穂保育園
- 豊富保育園

私立
- まみい保育園
- みかさこども園（田富みかさ保育園）

### 認定こども園
幼保連携型認定こども園
- みかさこども園（田富みかさ保育園・幼稚園）
- わかばナーサリー

## 交通

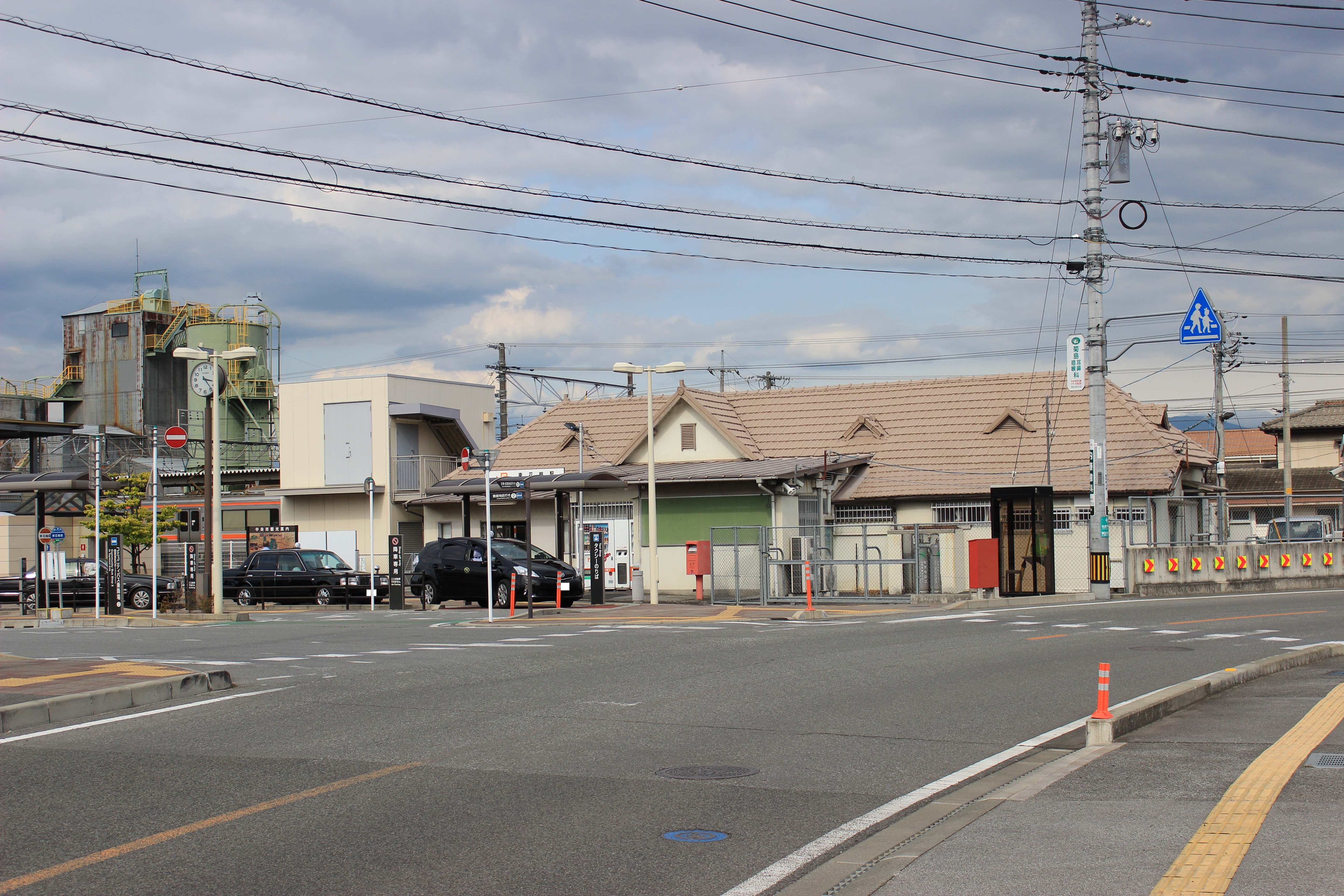
東花輪駅

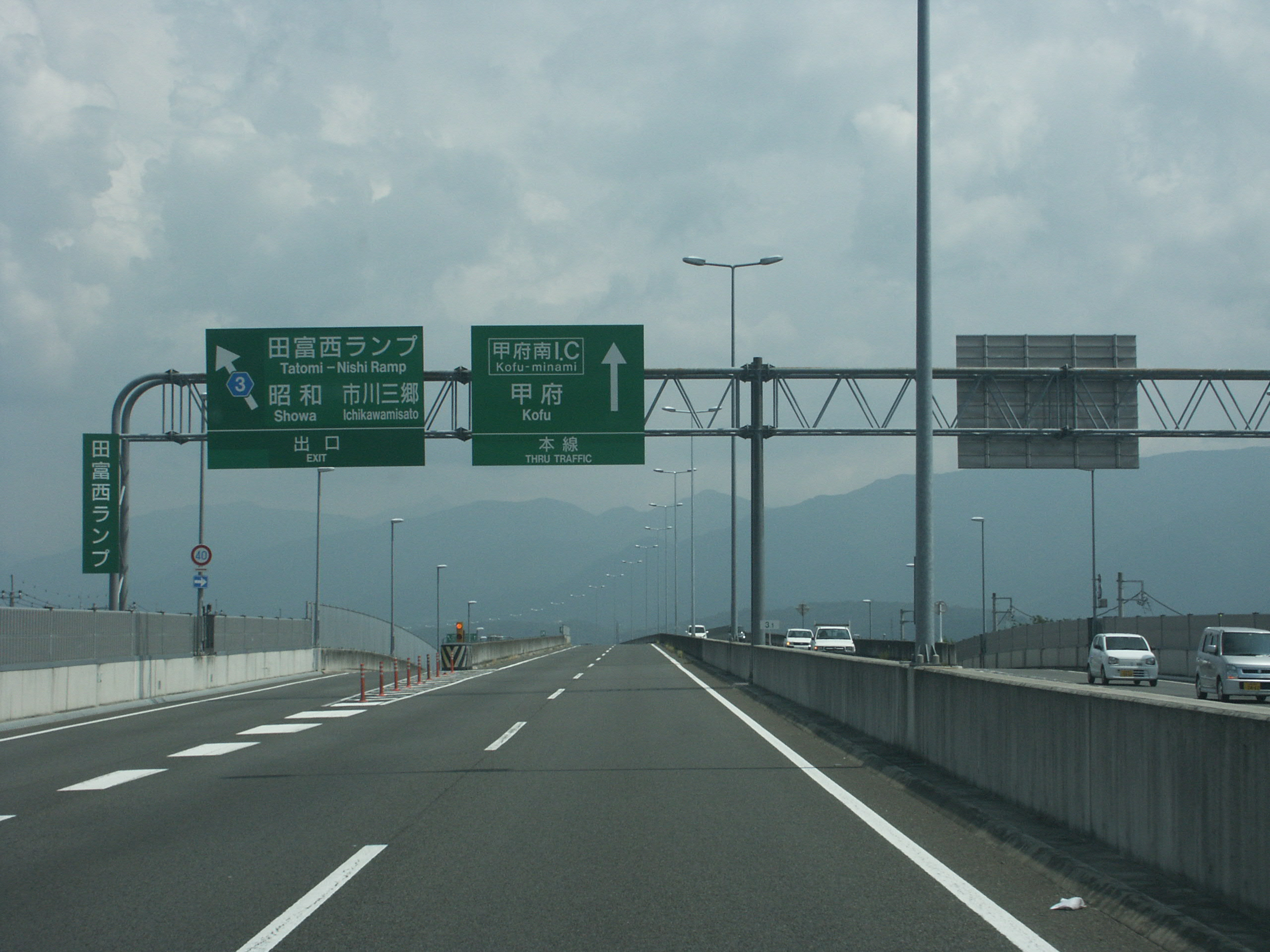
新山梨環状道路 田富西ランプ

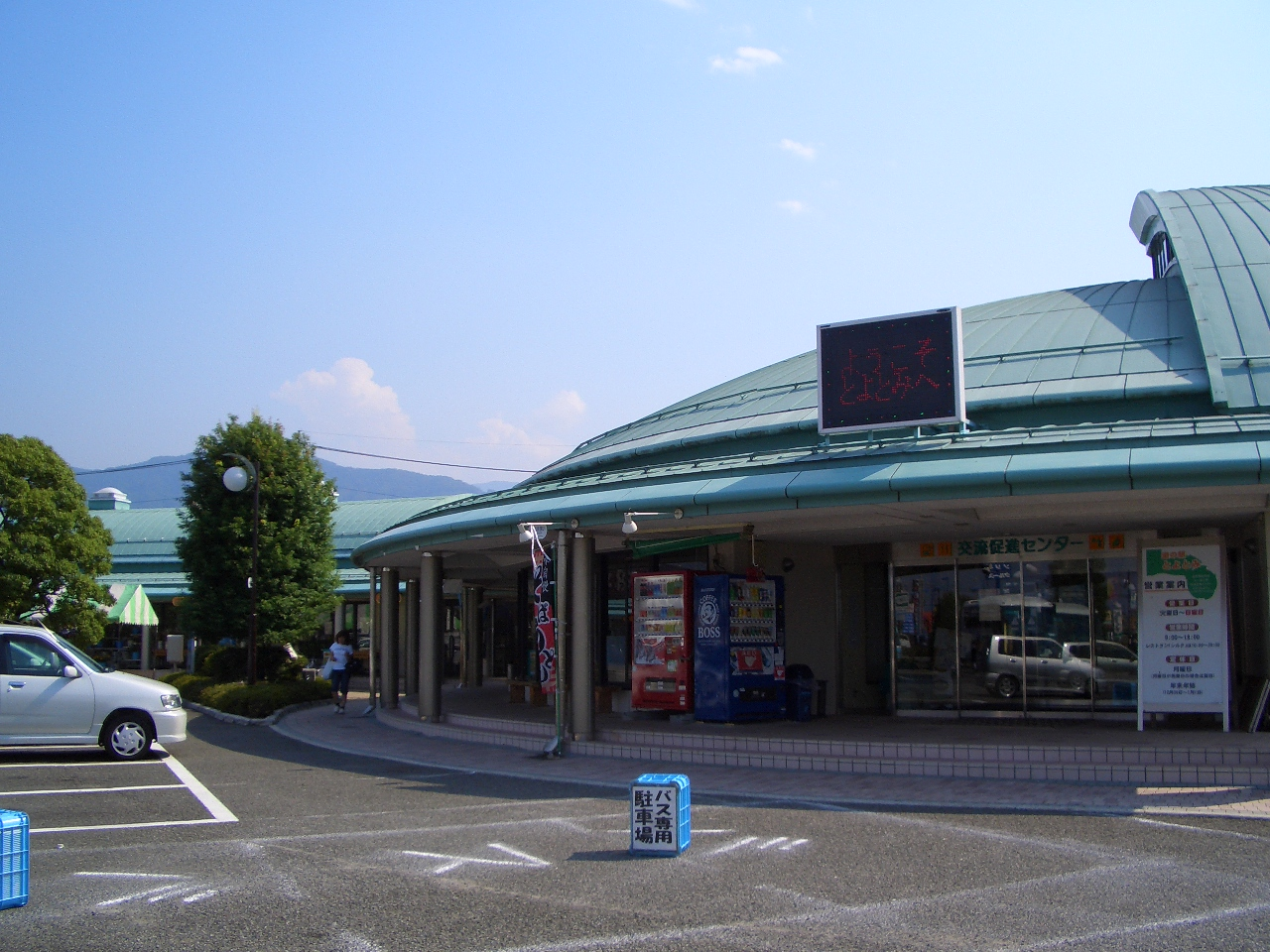
道の駅とよとみ

### 鉄道
中心となる駅：東花輪駅

### 新幹線
リニア中央新幹線が中央市北部の新山梨環状道路と並行して通る予定。田富北小学校がルートと重なり移転した。2023年7月23日新校舎竣工 。市内に駅は建設されない。

#### 鉄道路線
東海旅客鉄道（JR東海）
CC 身延線：- 東花輪駅 - 小井川駅 -
東花輪駅には駅員がおり（業務委託駅）、ＪＲ全線きっぷうりば・自動券売機がある。また特急列車も停車する。小井川駅は無人駅で各駅停車の列車しか停車しない。

### バス

#### 路線バス
- 山梨交通
- 中央市コミュニティバス（とまチュウバス）
- 南アルプス市コミュニティバス 八田・若草線（東花輪駅に乗り入れ）
- 甲斐市民バス（山梨大学医学部附属病院に乗り入れ）

#### 高速バス
- 中央高速バス
  - 中央市・南アルプス市線：（バスタ新宿～中央市・南アルプス市）

### 道路

#### 高速道路
- 中央自動車道が市内東北端を通過するが、インターチェンジ・パーキングエリアなどの施設は無い。最寄りインターチェンジは以下の通り。
  - 市西部　中部横断自動車道南アルプスインターチェンジ（南アルプス市）
  - 市北部　中央自動車道甲府昭和インターチェンジ（中巨摩郡昭和町）
  - その他の地域　中央自動車道甲府南インターチェンジ（甲府市）
- 新山梨環状道路（地域高規格道路）
  - ：（南アルプス市）釜無川大橋 - 田富西ランプ - 田富東ランプ - 玉穂西ランプ - 玉穂中央ランプ - 玉穂東ランプ -（甲府市）

#### 国道
- 国道140号

#### 県道
主要地方道
- 山梨県道3号甲府市川三郷線
- 山梨県道12号韮崎南アルプス中央線
- 山梨県道25号甲斐中央線
- 山梨県道29号甲府中央右左口線
- 山梨県道116号臼井阿原竜王線

### 道の駅
- 道の駅とよとみ

## 観光

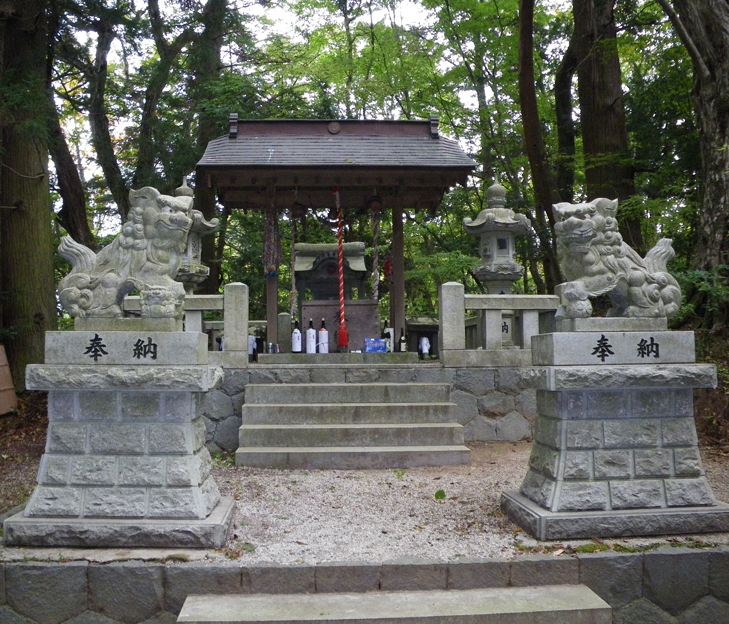
山神社

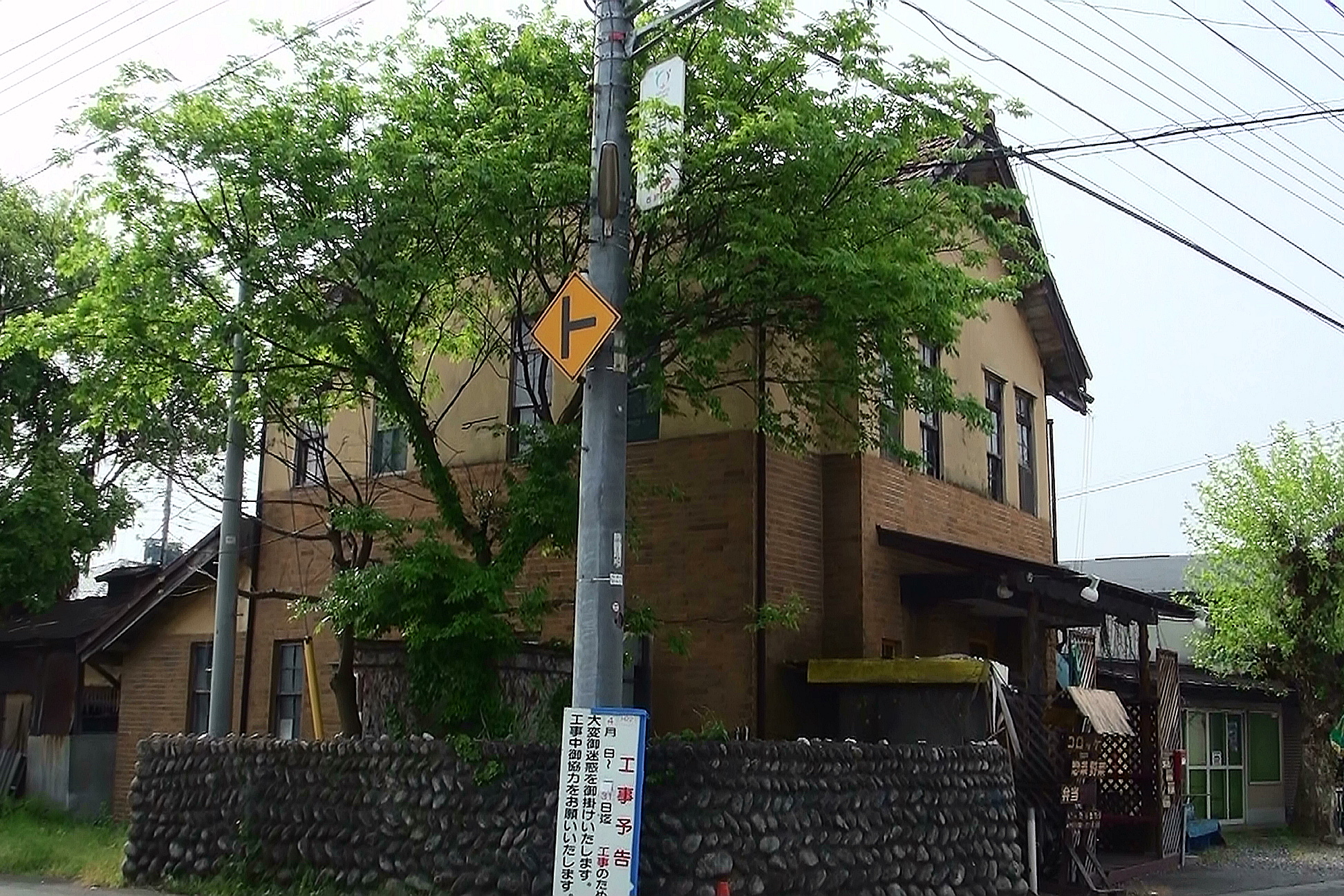
登録有形文化財、旧小井川郵便局舎

### 名所・旧跡
主な城郭
主な寺院
- 妙泉寺 - 市指定無形文化財「粘土節」の歌い手であった「おたかやん」の墓所がある。（田富）
- 永源寺 - 木造聖観音立像（国の重要文化財）がある。（玉穂）
- 歓盛院 - 木造薬師如来坐像（国の重要文化財）がある。（玉穂）
- 明暗寺跡 - 甲州唯一の虚無僧寺。1871年（明治4年）に取り壊され、現在は跡地に石碑が立てられている。（玉穂）
- 正行寺
- 大福寺

主な神社
- 八幡穂見神社（田富）
- 山神社

主な遺跡
- 王塚古墳

主な史跡
- 旧田富郵便局舎 - 旧小井川郵便局舎。国の登録有形文化財。
- 「身延みち」の道しるべ - 田富布施地区内にある。
- 立川飛行機甲府製造所跡 - 現在は造成され区画として残るのみ。

### 観光スポット
- 「た・から」（田富地区内の農産物を直売したり、特産物を展示販売している）
- シルクの里公園 - 中央市豊富地区大鳥居にある公園。入園は無料。
- 中央市豊富郷土資料館 - 中央市豊富地区大鳥居にある郷土資料館。シルクの里公園の向かいにある。入館料は大人260円、子供110円[12]
- シルクふれんどりぃ - 中央市豊富地区大鳥居にある複合施設。宿泊、入浴、食事ができる。シルクの里公園が向かい側に、豊富郷土資料館が隣にある。中央市コミュニティバスの発着場所でもある。
- 「山の神千本桜」（大鳥居にある桜の名所）
- たいら山 - 市の最高峰(934m)。2つの遊歩道コースからは、峰越しに日本三名峰の富士山、北岳、間ノ岳を見ることができる[13]。

## 文化・名物

### 祭事・催事
田富地区
- 稲穂まつり
  - 毎年11月3日に行われるもので、各地区の子供クラブによる御輿の練り歩き、田富地区内3つの小学校がそれぞれ行う発表、地区内の市立保育園によるマーチングバンド、粘土節保存会による「粘土節」の披露、地元企業やJAの物品販売など様々な催しがある。合併前の田富町で11月の2日から3日までの日程で行われていた「文化祭」[注釈 1]にあわせて開催されるようになった。かつては、ロードレースなどの催しも行われていた。平成27年の祭りを最後に祭りを中央市ふるさとまつりへ統合することになった。

玉穂地区
- れんげまつり
  - 毎年4月29日に玉穂ふるさとふれあい広場で行われていた中央市三大祭りのひとつ。合併前の玉穂町において、地域活性化を図るため、地元の農家に協力を依頼し休耕期の水田でれんげ草を栽培してもらっていた。一面にれんげが広がる様は美しく、一時期は県外からの観光ツアーのルートに組み込まれるなど賑わいを見せていたこともあったが、合併に伴い報奨制度などが見直されるとともに、れんげ草を栽培する農家も減少していき、近年ではほとんどれんげは見られなくなっていた。平成27年を最後に祭りを中央市ふるさとまつりへ統合することとなった。
- 中央市ふるさとまつり
  - 2016年（平成28年）11月3日から新たに開祭。2015年（平成27年）を最後に中央市三大祭をひとつに統合した祭り。会場は玉穂ふるさとふれあい広場。

豊富地区
- 与一公まつり
  - 毎年8月14日に中央市豊富農村広場で行われていた中央市三大祭りのひとつ。甲斐源氏の一族で市域の浅利郷を本拠とし、遠矢の名手として知られる浅利与一義成にちなみ開催されていた夏祭り。毎年お盆の夜に開催されていた。盆踊りのほか、地元小学生による｢甲斐与一太鼓｣など、各種ステージイベントが行われていた。また、祭りのフィナーレに行われる花火大会は、会場に近いところで比較的低空で打ち上げられるため、とても迫力があり密かに人気があった。平成27年を最後に祭りを中央市ふるさとまつりに統合することとなった。

### 名産・特産
- 青春のトマト焼きそば
- とうもろこし
- トマト

### スポーツ

#### サッカー
- 玉穂FC（山梨県社会人サッカーリーグ）

## 出身関連著名人
- 平野美宇（卓球選手）
- 村松雄斗（卓球選手）
- 鷹木信悟（プロレスラー）
- 井上雅央（プロレスラー）
- 須貝英大（サッカー選手）
- 神田文之（元サッカー選手、実業家）
- 浅原拓真（ラグビー選手）
- 山本敏久（アームレスリング選手）
- 小池和洋（映画プロデューサー）
- 小林治雄（漫画家）
- 田中正仁（漫画家）
- 鳥居雅隆（洋画家）
- はっとり（ミュージシャン、マカロニえんぴつVo.）